# Insetos

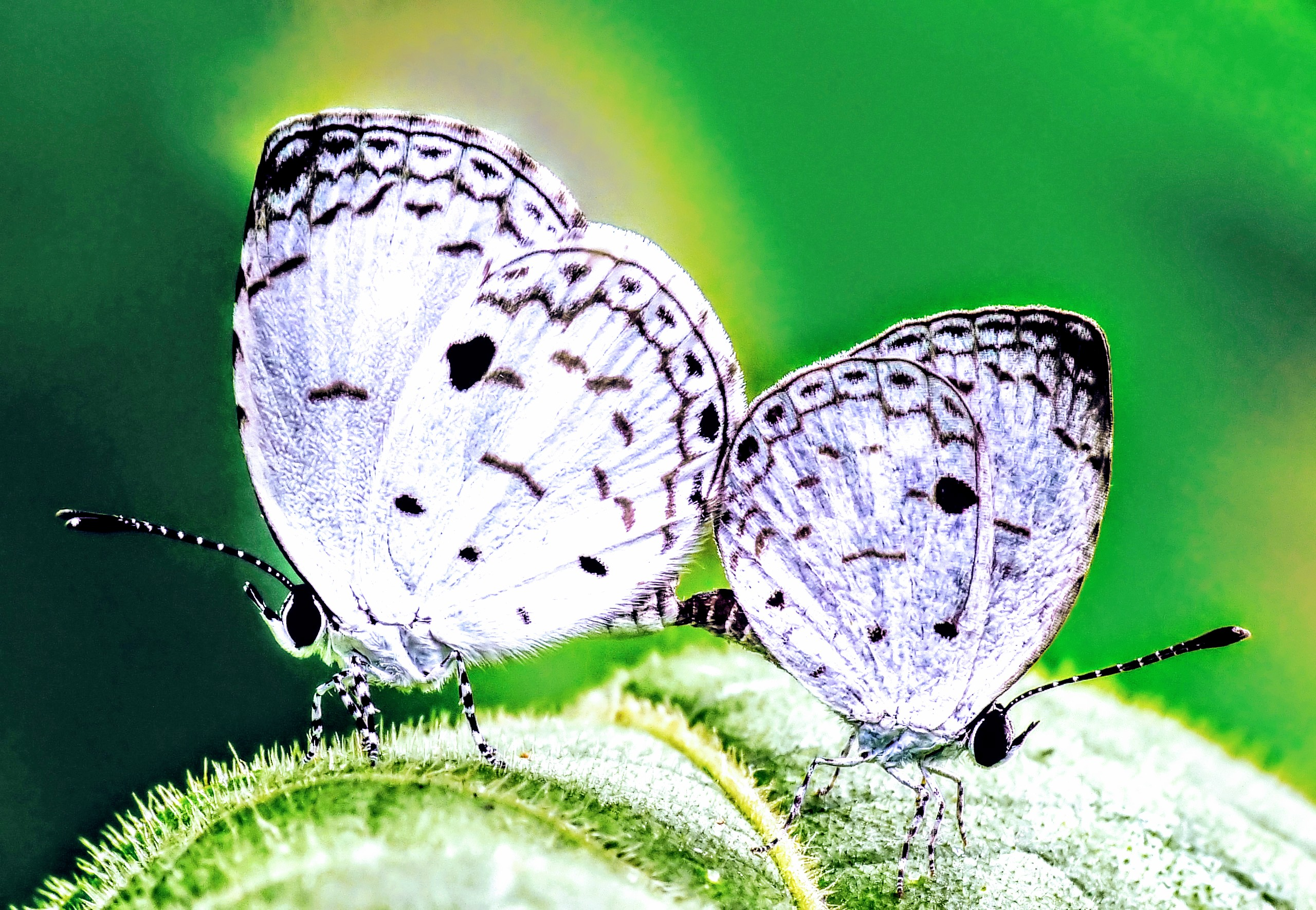
Acasalamento de borboletas

Os insetos (AO 1945: insectos) são animais invertebrados com exoesqueleto quitinoso, corpo dividido em três tagmas (cabeça, tórax e abdómen), três pares de patas articuladas, olhos compostos e duas antenas. Seu nome vem do latim insectum. O status taxonômico pode variar dentre diferentes bibliografias, mas mais frequentemente consideram-se insetos pertencentes à superclasse Hexapoda e classe Insecta do filo Arthropoda. Conforme aqui apresentado, a classe Insecta fica taxonomicamente sinônima de Ectognatha. A ciência que se dedica a estudar os insetos é conhecida como entomologia.
Os insetos são o grupo de animais mais diversificado existente na Terra. Como o maior e mais largamente distribuído grupo de animais artrópodes do planeta, os insetos representam mais que 70% de todas as espécies de seres vivos descritos. Embora não haja um consenso entre os entomologistas, estima-se que existam de 5 a 30 milhões de espécies viventes de insetos. das quais cerca de 1 milhão destas espécies já foram catalogadas. Os insectos podem ser encontrados em quase todos os ecossistemas do planeta, mas somente um pequeno número de espécies adaptaram-se à vida nos oceanos. Existem cerca de 30 ordens formais de insetos, dependendo do sistema de classificação adotado Focando naquelas ordens mais comuns e diversas, no momento existem registros de aproximadamente 6 mil espécies de Odonata (libélulas), 24 mil de Orthoptera (gafanhotos, tettigoniidaes e grilos), 158 mil de Lepidópteros (borboletas e mariposas), 156 mil de Dípteros (moscas e mosquitos), 104 mil de Hemipteros (percevejos, cigarras e afídeos), 387 mil de coleópteros (besouros) e 117 mil de Hymenópteros (abelhas, vespas e formigas).
Outros grupos menores com anatomia semelhante, como os colêmbolos, protura, e diplura, são agrupados com os insectos no grupo Hexapoda. Os verdadeiros insectos distinguem-se dos outros artrópodes por serem ectognatas, ou seja, por terem as peças bucais externas, por apresentarem onze segmentos abdominais, e, principalmente, pela presença do órgão de Johnston. Diferindo da nomenclatura acadêmica, diversos outros artrópodes terrestres, tais como as centopéias, piolhos-de-cobra, tatuzinhos, escorpiões e aranhas, podem, erradamente, ser chamados de insetos pelo público leigo.

## Morfologia externa
Animais relativamente pequenos, onde os menores insetos adultos medem cerca de 0,14 mm (Hymenoptera: Myrmaridae) e os mais longos medem cerca de 62 cm (Mantophasmatodea: Phasmatidae). O corpo dos insetos é dividido em três regiões principais (denominadas tagmas): cabeça, tórax e abdome, recobertas por um exoesqueleto. Possuem um par de antenas e três pares de pernas, e a maioria dos insetos possui asas.

### Exoesqueleto

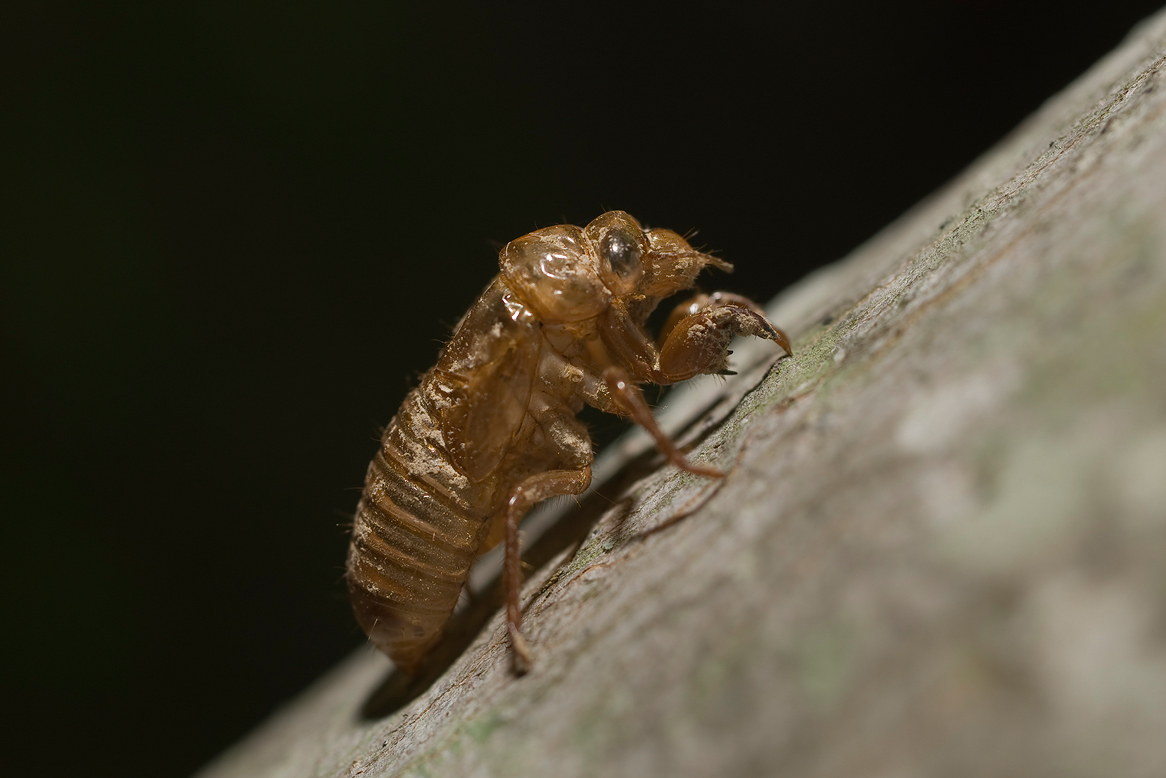
Exoesqueleto de uma ninfa de cigarra.

O exoesqueleto é uma carapaça que recobre quase todo o corpo dos insetos, semelhante ao que se observa nos demais artrópodes. Esta estrutura fornece sustentação e proteção mecânica e química ao corpo dos insetos. Forma-se por meio de uma cutícula secretada por uma monocamada interna de células epiteliais, resultando em uma sucessão de camadas distintas. Desta forma, as principais camadas de dentro para fora são: a membrana basal, a epiderme e a cutícula. A cutícula é formada por secreções acelulares geralmente contendo as seguintes substâncias principais: quitina, artropodina, esclerotina, melanina e ceras. Subdivide-se em procutícula (esta englobando endocutícula e exocutícula) e a epicutícula (esta englobando a epicutícula inferior, superior, e a camada superficial). Esta camada superior chamada de epicutícula é a mais fina e a principal responsável pela proteção contra a perda superficial de água, e também a camada mais frágil por ser menos flexível. A principal camada fornecendo suporte mecânico ao exoesqueleto é a mais grossa procutícula, sendo composta principalmente de quitina ligada a proteínas estruturais. O componente mais resistente resulta da esclerotização química da camada quitinosa na subcamada exocutícula, chamado de esclerotina, que apoia os músculos esqueléticos através de prolongamentos internos formando um endoesqueleto de sustentação.

### Cabeça

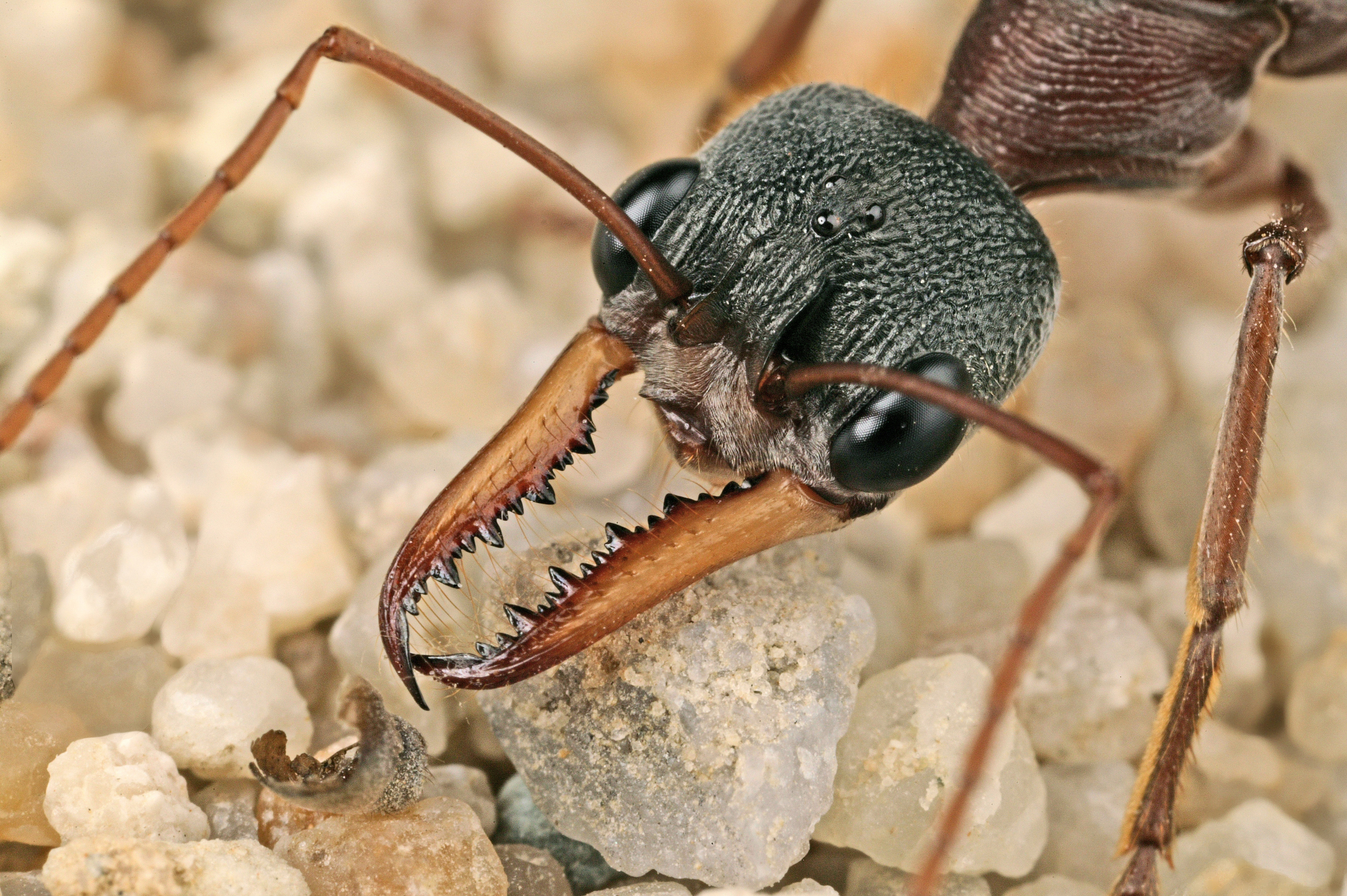
Cabeça de uma formiga

A cabeça é o tagma anterior do corpo dos Hexapoda, em forma de cápsula, que contém os olhos, antenas e as peças bucais. Evolutivamente é resultante da fusão de seis segmentos, onde os respectivos apêndices permitiram a especialização das peças bucais e sensoriais. Ordenados de anterior ao posterior, estes segmentos se apresentam como (i) labral; (ii) antenal; (iii) pós-antenal (fundido com o segmento antenal); (iv) mandibular; (v) maxilar; (vi) labial. (Alguns autores consideram como sete o total de segmentos, por contarem um primeiro segmental "conceitual", pela hipótese de metameria baseada nos anelídeos, denominado de acron.) Desta forma, as estruturas da cabeça variam consideravelmente entre os diferentes insetos, permitindo uma grande capacidade adaptativa a diversos modos de vida. A natureza segmentar da cabeça dos insetos se faz evidente por suturas visíveis e respectivos segmentos (escleritos), que variam em morfologia entre os diferentes grupos. Dentre as suturas mais marcantes, destacam-se as linhas de ecdise, como a sutura epicraniana em forma de um "Y" invertido na fronte e que se estende até atrás da cabeça. A parte dorsal da sutura epicraniana é chamada de sutura coronal (a base do Y) e as bifurcações são as suturas frontais (os braços do Y).
A cabeça dos insetos também pode ser considerada como subdividida entre uma porção pré-oral (procephalon) e uma porção pós-oral (gnathocephalon). A porção pré-oral apresentando os olhos compostos, ocelos, antenas e áreas faciais, incluindo o clípeo e, provavelmente o labro. A porção pós-oral apresentando as mandíbulas, as maxilas e os lábios. Internamente, o exoesqueleto da cápsula cefálica dos insetos se invagina para formar os braços do tentório que servem como pontos de ligação muscular, principalmente das articulações basais das mandíbulas.

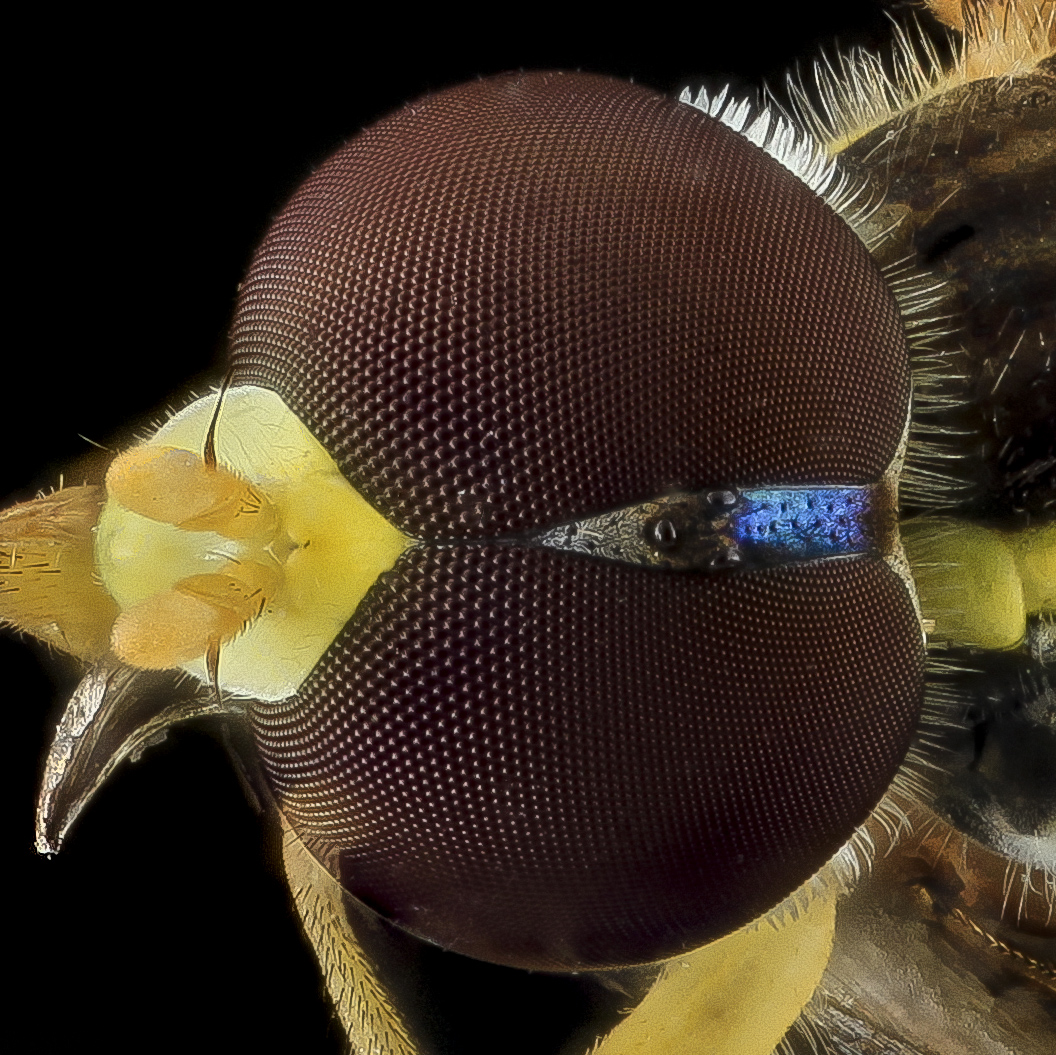
Olhos compostos de uma mosca.

#### Olhos
A maioria dos insetos têm um par de olhos compostos relativamente grandes, localizados dorso-lateralmente na cabeça. Chama-se de olho composto pois é formado de subunidade funcionais: cada olho composto está dividido em um certo número de áreas externamente circulares ou hexagonais chamadas de omatídeos. Cada omatídeo é única unidade visual com uma "lente". Além dos olhos compostos, a maioria dos insetos possui olhos simples ou ocelos, geralmente três, localizados na região superior (vértex) da cabeça entre os olhos compostos. Existem insetos sem olhos (geralmente subterrâneos, exemplos de formigas e cupins), assim como existem insetos com olhos compostos contendo milhares de omatídeos (>30 mil em algumas libélulas).

#### Antenas
São apêndices móveis multiarticulados. Geralmente se apresentam evidentes nos insetos adultos, mas podem estar reduzidas ou ausentes nas larvas. São formadas por três partes: escapo, pedicelo e flagelo, sendo que as duas primeiras são únicas e uniarticuladas, enquanto que a terceira compreende um número variável de antenômeros. A base do pedicelo alberga o Órgão de Johnston, que capta movimentos e vibrações relativas ao restante da antena. Característica destes animais, as antenas têm fundamental papel sensorial, desempenhando várias funções, diretamente ligadas a inúmeras sensilas (pelos sensoriais) que nestas se apresentam. Por exemplo, abundantes sensilas tácteis nos antenômeros garantem um papel como órgão táctil, uma quantidade de quimioreceptores (poros microscópicos) garantem função olfativa, e até receptores de umidade e temperatura. Alguns grupos de insetos apresentam funções mais especializadas para antenas, incluindo audição pelo órgão de Johnston, e auxílio para o cortejo sexual e fixação durante a cópula. Por serem fundamentais para a biologia dos insetos, há uma infinidade de variações morfológicas e funcionais dentre as antenas dos diferentes grupos.

#### Peças bucais

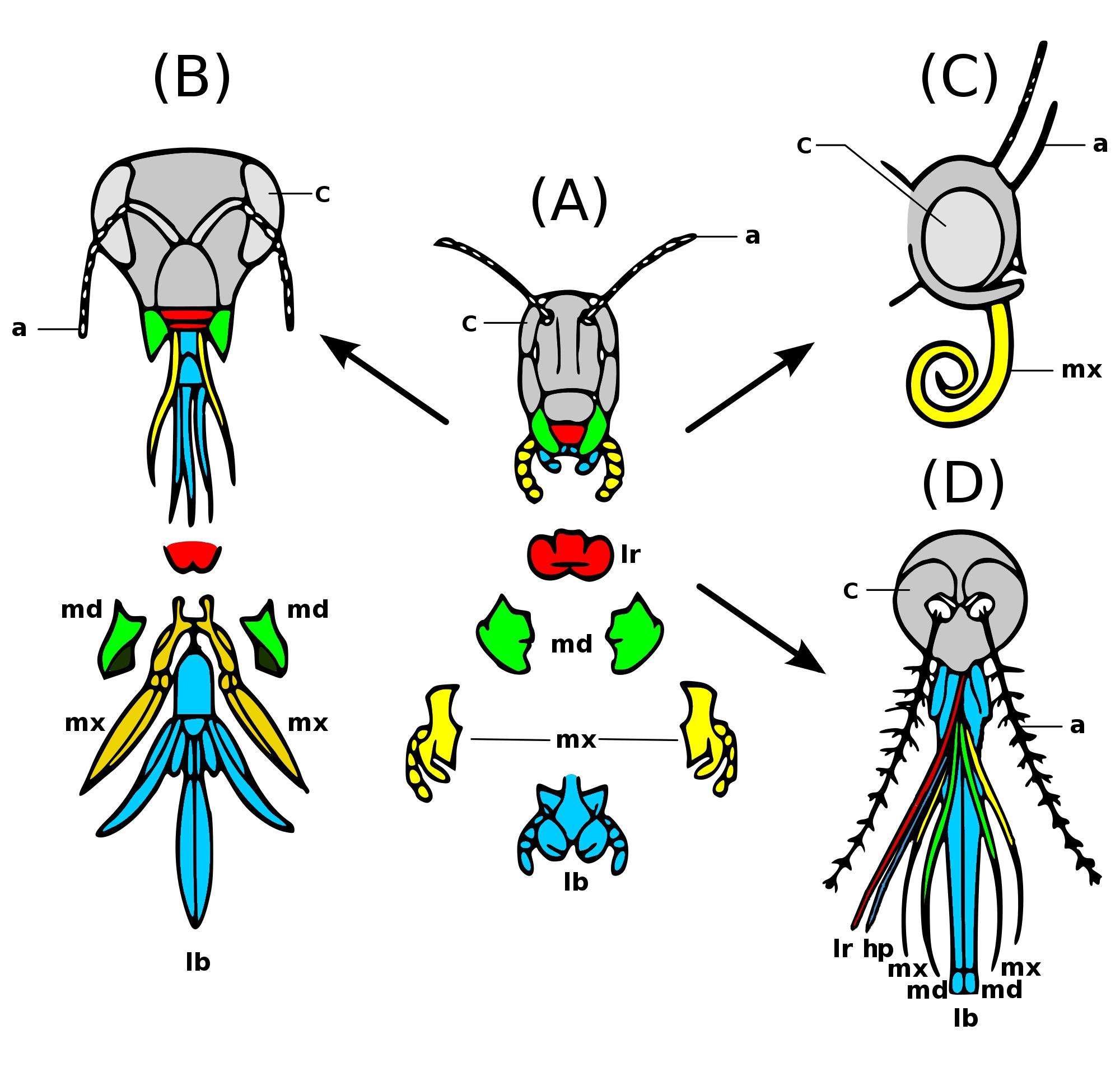
Peças bucais de algumas ordens: A - ortópteros, B - Himenópteros, C - lepidópteros e D - dípteros

As peças bucais dos insetos são derivadas dos apêndices móveis que se articulam em cada um dos segmentos fusionados formando a cabeça.  Desta forma se apresentam conforme descrito acima da seguinte conformação, do anterior ao posterior: (i) labral; (ii) antenal; (iii) pós-antenal (fundido com o segmento antenal); (iv) mandibular; (v) maxilar; (vi) labial. Tem por funções principais a manipulação e inspeção sensorial de objetos e alimentos. Segundo a metameria da cabeça apresentada, aqueles apêndices especializados em peças bucais são:
- Labro (lr): é um esclerito único de formato variável e com movimentos reduzidos no eixo vertical; forma o "céu" da boca dos insetos, se articulando sobre o clípeo. Chama-se a porção ventral interna de epifaringe, que costuma apresentar uma série de sensilas inferindo uma função gustativa.
- Mandíbulas (md): são duas peças de construção relativamente simples dispostas lateralmente abaixo do labro, articuladas, resistentes e esclerotisadas. Sua função é mastigar, triturar ou dilacerar os alimentos. Em alguns insetos adultos podem faltar sendo totalmente ausentes ou vestigiais na maioria dos lepidópteros e efemerópteros.
- Maxila (mx): em número par, situam-se atrás das mandíbulas. Articuladas na parte lateral inferior da cabeça, são peças auxiliares durante a alimentação. Possuem um palpo maxilar cada uma.
- Lábio (lb): é uma estrutura ímpar resultado da fusão de dois apêndices, situada abaixo das maxilas e que representa a parte inferior da boca; apresenta dois pequenos palpos labiales.

### Tórax

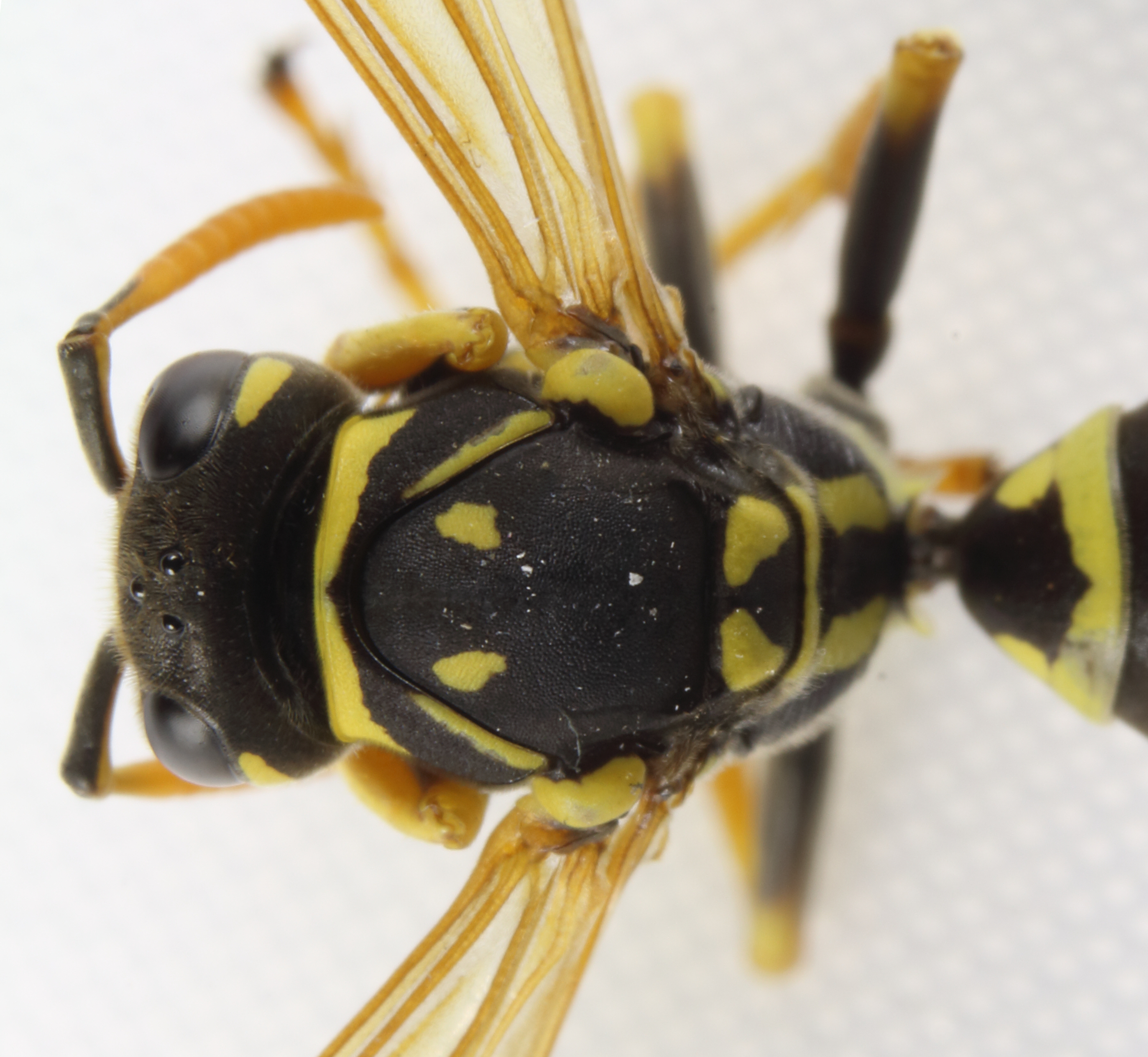
Tórax de um himenóptero.

O tórax é a segunda região, ou tagma, do corpo dos insetos, especializado em funções locomotoras. Desta forma, porta as patas e asas de insetos que as possuem, apresenta um exoesqueleto mais complexo, e associa a maioria dos músculos do corpo. O tórax é formado por três segmentos, denominados protórax, mesotórax e metatórax, mas que podem receber nomes especiais de acordo com particularidades de diferentes grupos. Nos segmentos torácicos diferentes grupos de escleritos se mostram bastante evidentes, com nomes especiais. Denominam-se de notos, pleuras, esternos os segmentos dorsais, laterais, e ventrais, respectivamente. O nome de cada segmento forma-se usando estes como sufixos de acordo com a região em que se encontram, como por exemplo pronoto definindo o esclerito dorsal do primeiro segmento, mesonoto para o segundo, e assim por diante.
Na maioria dos insetos com asas, o protórax é mais móvel e porta um par de patas, enquanto que os dois segmentos seguintes (meso- e metatórax) costumam estar mais rigidamente associados em um "pterotórax", assim denominado por portarem cada um par de asas além de um par de pernas. Também no pterotórax normalmente existem aberturas laterais para trocas gasosas, denominadas de espiráculos, havendo um par por segmento. Os espiráculos em insetos são as aberturas externas do sistema traqueal. Cada segmento do pterotórax dos insetos alados costuma apresentar suturas demarcando subdivisões estruturais, que permitem especializações e suportam inserções esqueléticas usadas na locomoção. Estas subdivisões de cada tergito levam nomes específicos, e são bastante usadas na taxonomia e estudos da morfologia funcional dos insetos alados (Pterygota).

#### Pernas
As pernas dos insetos sempre se encontram localizadas no tórax. Cada perna é formada por cinco segmentos: coxa, trocânter, fêmur, tíbia e tarso, onde os tarsos se subseccionam em artículos chamados de tarsômeros. Os diferentes segmentos das pernas dos insetos podem apresentar especializações e estruturas diretamente ligadas aos seus modos de vida. As estruturas associadas mais comuns são pelos e espinhos (rijos ou móveis) associados à tíbia e/ou fêmur, esporões, e estruturas de fixação nos tarsos, como os pulvilios, a garra tarsal e o arólio.

#### Asas

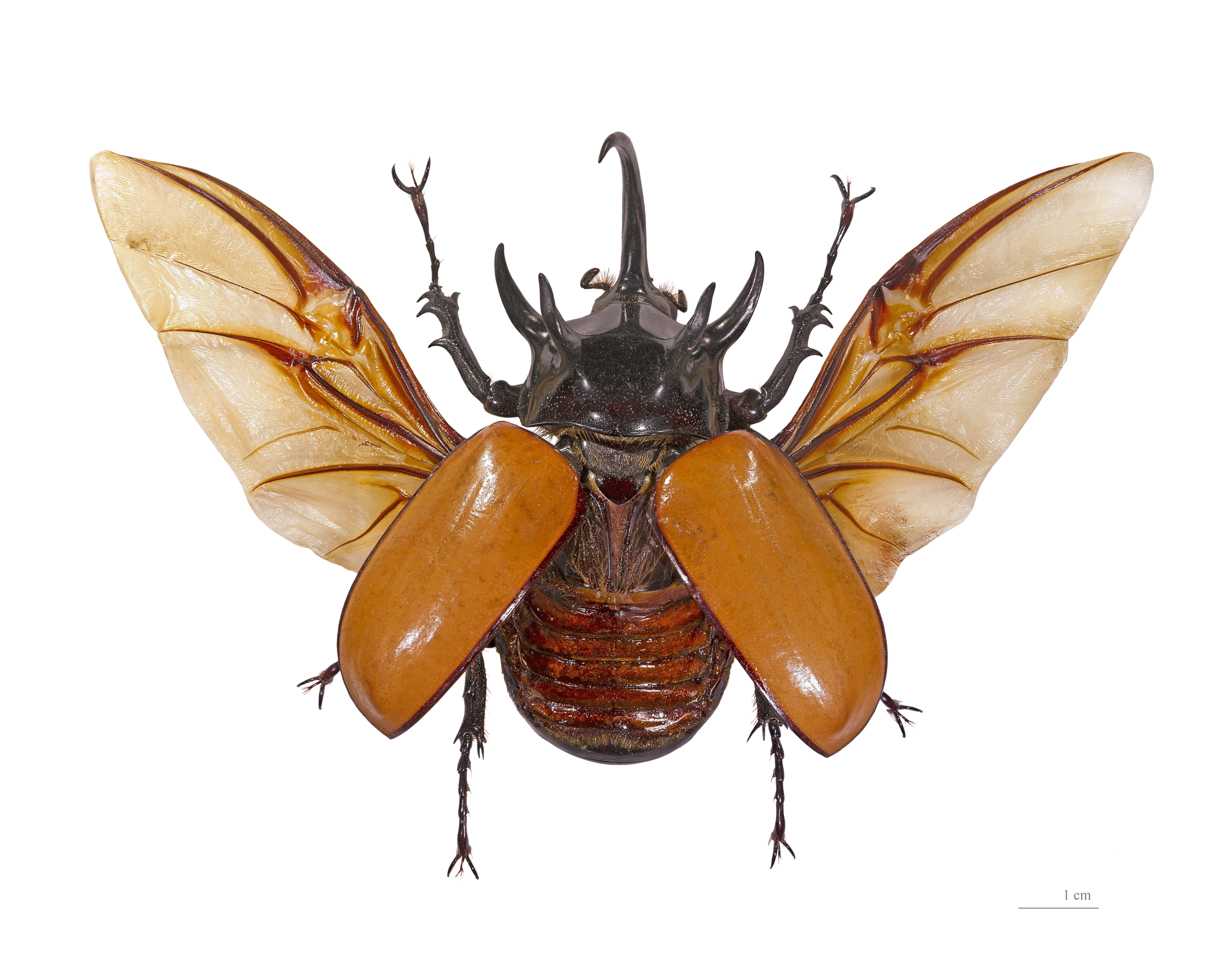
Asas de um coleóptero.

Quase todos os insetos possuem asas. Nas espécies viventes, estas asas partem do segundo e terceiro subsegmentos do thorax (conhecidos em conjunto como "pterotórax"), onde a maioria dos grupos de insetos tem dois pares de asas, enquanto que alguns grupos, como os dípteros, tem apenas dois. As asas dos insetos são prolongamentos móveis externos do exoesqueleto localizados dorso-lateralmente nestes segmentos, entre os notos e as pleuras.
As asas dos insetos apresentam grande variação em tamanho, formato, textura, nervação e nas formas com que são movimentadas e mantidas em repouso. Na maioria dos insetos as asas são membranosas e podem conter pequenos pelos ou escamas; em alguns insetos as asas anteriores são mais grossas, de textura coriácea ou dura. Exemplos de asas anteriores endurecidas são conhecidos como os élitros, típicos dos besouros (coleópteros). As asas anteriores dos percevejos são mais grossas na base, sendo assim chamadas de Hemiélitros. Os insetos ortópteros e as baratas possuem as asas anteriores mais estreitas que as posteriores, e com a consistência de um pergaminho, sendo assim chamadas de tégminas. Tais exemplos de asas anteriores modificadas, como os élitros, hemiélitros e tégminas, servem de proteção para o segundo par de asas, membranosas, usadas para voar. Normalmente estas asas mais endurecidas, quando em repouso também recobrem e protegem o abdome.

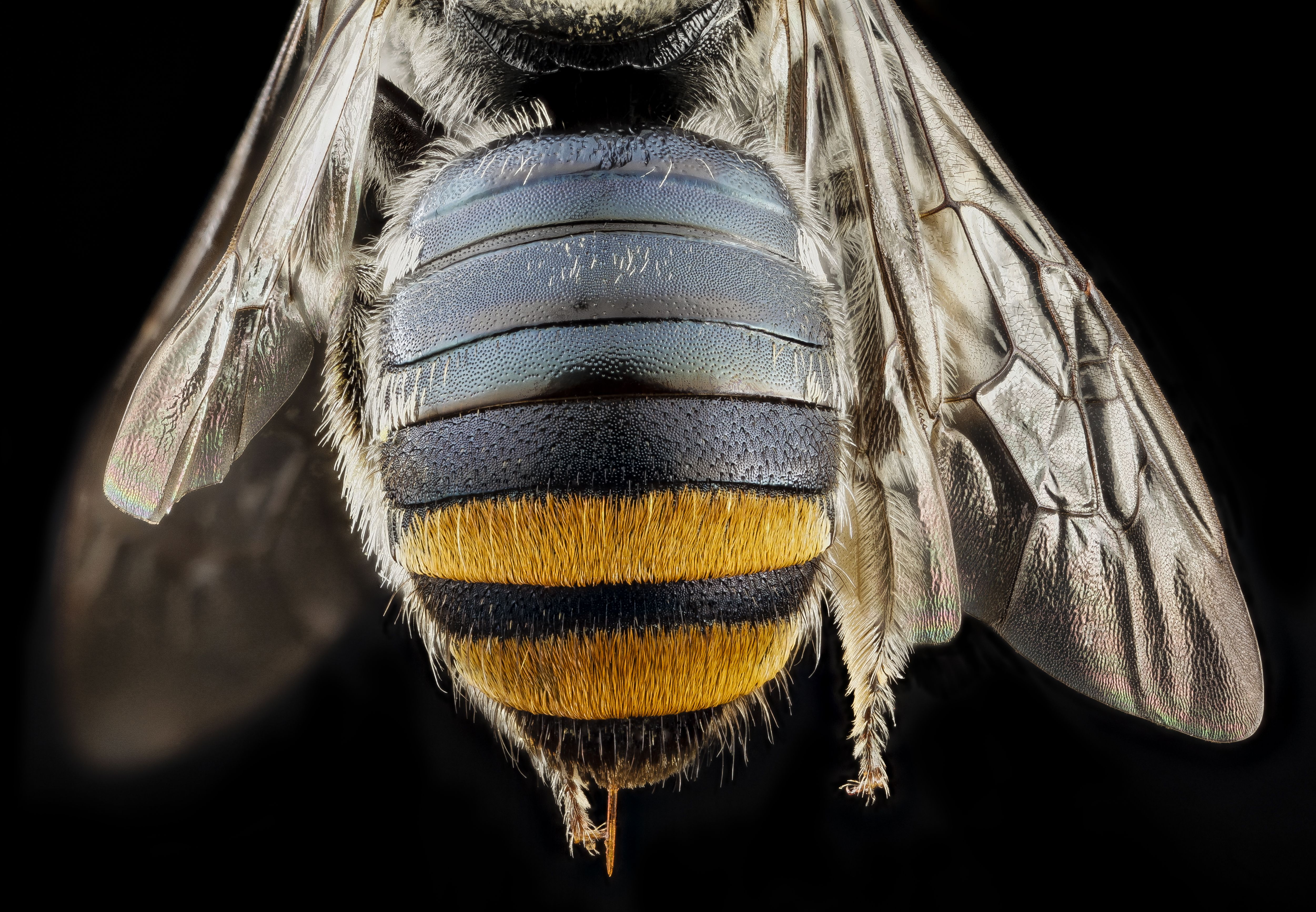
Abdome de um himenóptero.

### Abdome
O abdome dos insetos possui geralmente 12 segmentos, mas o último se apresenta muito reduzido, de modo que o número de segmentos aparente raramente excede dez. Os segmentos genitais podem conter estruturas associadas com as aberturas externas dos condutos genitais, no macho estas estruturas se relacionam com a cópula e a transferência de esperma na fêmea; enquanto que nestas, estão relacionados com a oviposição.

## Morfologia interna

A anatomia de um insecto A- Cabeça B- tórax C- Abdome
1. antena
2. ocelo (inferior)
3. ocelo (xanerior)
4. olho composto
5. cérebro (gânglios cerebrais)
6. protórax
7. artéria dorsal
8. tubos traqueais e espiráculos
9. mesotórax
10. metatórax
11. asa (1ª)
12. asa (2ª)
13. intestino médio (mesêntero)
14. coração
15. ovário
16. intestino posterior (proctodeo)
17. ânus
18. vagina
19. gânglios abdominais
20. túbulos de Malpighi
21. tarsômero
22. garras tarsais
23. tarso
24. tíbia
25. fémur
26. trocanter
27. intestino anterior (estomodeo)
28. gânglios torácicos
29. coxa
30. glândula salivar
31. gânglio sub-esofágico
32. peças bucais.

### Sistema digestório
O sistema digestivo dos insetos é um tubo dorsal que se estende desde a boca até o ânus. Se divide em três regiões: o estomodeu, o mesêntero e o proctodeu, separadas por válvulas e esfíncteres que regulam a passagem do alimento. Estas regiões se subdividem em trechos especializados, permitindo adaptações aos diferentes modos de vida. Desta maneira, o estomodeu, ou intestino anterior, compreende: cavidade pré-oral, faringe, esôfago, papo (ou moela), e pró-ventrículo. O mesêntero, ou intestino médio, compreende: cecos gástricos, ventrículo e os túbulos de Malpighi. E finalmente o proctodeu, ou intestino posterior, inclui o íleo, o cólon e o reto, que se abre no ânus (também chamado de cloaca em insetos). Ao longo do sistema digestório uma série de secreções enzimáticas se apresentam para auxiliar na digestão. As principais estruturas secretores incluem as glândulas salivares da cavidade pré-oral e diversas porções de epitélio secretor do ventrículo. Os insetos também tem microorganismos associados ao sistema digestório que participam da digestão de alimentos e nutrição do animal; estes geralmente se concentram no epitélio do mesêntero e nos cecos gástricos.

### Sistema respiratório
Melhor definido como sistema de trocas gasosas, é composto nos insetos por uma rede interna de tubos ocos chamados de traqueias. Por isto recebe o nome de sistema traqueal. Os gases circulam através destes tubos por difusão simples, possibilitando a troca entre gases atmosféricos e aqueles liberados pelo organismo. As traqueias abrem-se comunicam-se com o exterior através de orifícios externos laterais chamados de espiráculos, que geralmente se apresentam como um par por segmento corporal a partir do segundo segmento torácico. A maioria dos insetos apresenta adaptações na abertura dos espiráculos que permitem controle de abertura e filtros, para reduzir a perda de água e entrada de partículas. As traqueias reduzem de diâmetro a medida em que se ramificam em direção aos órgãos, recebendo o nome de traquéolas; finalmente os ramos mais finos chamados de traqueiolos penetram nos tecidos e permitem as trocas gasosas por difusão com citoplasma das células. Na respiração traqueal o transporte de gases respiratórios é independente do sistema circulatório, significando que o fluido circulatório (hemolinfa) não carrega gases nem participa diretamente na difusão de gases. Ao nível de tecidos, os gases se difundem entre o fluido traqueolar e o citoplasma celular.
O sistema traqueal dos insetos na verdade executa diversas funções, como controle de volume corporal, proteção contra patógenos e substancias toxicas, dentre diversas outras.

### Sistema circulatório
Como nos demais artrópodes, a circulação de fluidos internos nos insetos é aberta. O sistema circulatório controla a circulação de um líquido corpóreo chamado de hemolinfa através das cavidades internas do corpo (hemocele). Estruturalmente se divide em órgãos pulsáteis, vasos e seios abertos, de forma que a circulação da hemolinfa tanto de batimentos por vasos quanto da movimentação do corpo.
Os órgãos pulsáteis geralmente incluem um coração e bulbos pulsáteis acessórios na base das antenas e no abdome; um vaso dorsal parte do coração e se estende ao longo do corpo com aberturas laterais (óstios, ostíolos), apresentando fundo cego. Estas estruturas e eventuais ramificações permitem a distribuição da hemolinfa entre os diferentes seios da hemocele, que se separam por meio de diafragmas associados a músculos. São três os seios circulatórios corporais nos insetos: o pericárdio, o perivisceral e o perineural. O seio pericárdio (ou dorsal) envolve o coração e o vaso dorsal, englobando importantes tecidos associados, como os músculos alares. O seio perivisceral (ou visceral) engloba os órgãos do trato digestório e excretório. O seio perineural (ou ventral) engloba principalmente o cordão nervoso ventral e se separa do seio perivisceral por um diafragma ventral.
Assim composto o sistema circulatório , a hemolinfa dos insetos flui do tórax para o abdome, por vezes dependendo de expansões e contrações do abdome para fluir mais posteriormente. Nos apêndices, a hemolinfa flui através de tubos, movimentos, válvulas e bulbos contrácteis acessórios. Em resumo, a hemolinfa do seio pericárdico e aspirada pelo coração através dos ostíolos e impulsionada pela aorta para a cabeça, com as válvulas ostiolares fechadas na contração sistólica. Ao longo do caminho o vaso dorsal recebe hemolinfa das asas. A partir da cabeça, a hemolinfa flui irrigando os órgãos dos demais sistemas para ser recolhida novamente pelos seios. O restante da circulação se apoia em movimentos musculares dos diafragmas, paredes do corpo e articulações do inseto, auxiliando no recolhimento da hemolinfa de volta para o seio pericardíaco.
A hemolinfa dos insetos é um líquido aquoso e geralmente incolor. Media as trocas químicas entre os tecidos de diferentes partes do corpo, incluindo hormônios, nutrientes, excretas, íons, moléculas diversas. Também trata-se da maior reserva de água do corpo, contida no plasma. Contém células nucleadas de diversos tipos (denominadas de hemócitos) que participam de diversas funções, como fagocitose, encapsulação de corpos estranhos, coagulação e armazenamento e metabolismo de nutrientes.

### Sistema excretório
Vale ressaltar que a excreção esta relacionada a homeostase, no sentido de remover do organismo quaisquer produtos indesejados oriundos do metabolismo celular e dos alimentos. O sistema excretor dos insetos está constituído pelos tubos de malpighi que permanecem em contato com a hemolinfa. Estes são tubos muito finos e longos que partem do sistema digestório (da inserção entre o mesêntero e o proctodeo) e que geralmente flutuam livres pela hemocele. Desta forma os túbulos captam excretas residuais da hemolinfa que são transferidas para a porção final do tubo digestivo, a partir de onde são associadas e eliminadas juntamente com as fezes. Os tubos de malpighi são capazes de reabsorver água e eletrólitos, logo desempenhando um papel importante no equilíbrio hídrico e osmótico. Podem variar em muito em número, sempre em múltiplos de dois, desde quatro a mais de cem. Os insetos são animais uricotélicos, ou seja, excretam principalmente o ácido úrico. Alguns insetos possuem órgãos excretores adicionais adaptados e independentes do tubo digestivo, como na forma de  glândulas labiais ou maxilares, ou pontos de acumulação de excretas (corpos pericárdicos, nefrócitos dispersos pelo hemocele, oenócitos epidérmicos e células do urato).

### Sistema endócrino
Os insetos possuem diferentes regiões do corpo especializadas em produzirem hormônios, que são moléculas secretadas para serem transportadas pela hemolinfa que regulam a fisiologia do corpo. Estes se denominam centros endócrinos, e incluem: (i) células neurossecretoras, que são neurônios modificados; (ii) corpora cardiaca, que são corpos neuroglandulares pareados associados ao cérebro; (iii) glândulas protorácicas, que são glândulas pareadas localizadas no cérebro ou no tórax; (iv) corpora allata, que são pequenos corpos glandulares pareados localizados no cérebro. Os diferentes centros endócrinos produzem hormônios específicos e regulam funções diferentes. As principais classes de hormônios de insetos se dividem em neuropeptídios (ex. o hormônio protorácico-tropico produzido pela corpora cardíaca que regula a atividade das glândulas protorácicas), ecdisteroides (ex. hormônio ecdisona produzido pelas glândulas protorácicas, influenciando em diversos processos fisiológicos sistêmicos, como muda e desenvolvimento das gonadas); hormônios juvenis (ex. sesquiterpenos produzidos pela corpora allata influenciando em diversos processos fisiológicos, como metamorfose e maturação sexual dos adultos).

### Sistema nervoso
O sistema nervoso dos insetos se constitui de um cérebro localizado na cabeça, conectado por um par de nervos circundando o estomodeo formando o anel circum-esofagiano, seguido de uma série de gânglios enfileirados em um cordão nervoso ventral, localizado sob o tubo digestivo. O cérebro se constitui da fusão de três pares de gânglios, formando o protocérebro (associado aos olhos compostos), o deuterocérebro (associado as antenas) e o tritocérebro (processando sinais que chegam do corpo). O gânglio subesofagiano é formado pela fusão dos gânglios dos segmentos mandibulares, maxilares e labiais. Os demais gânglios do cordão nervoso ventral podem variar em número de acordo com as diferentes ordens de insetos, e se subdividem em gânglios torácicos e abdominais. Conforme discutido nas seções acima, estes gânglios participam da regulação local de sistemas como controle de espiráculos, locomoção e liberação de hormônios. Além destas estruturais principais, há ainda um sistema nervoso visceral associado a diversas partes do sistema digestório, traqueal e outros órgãos, e sistemas periféricos associados a órgãos de sentido e sensilas mecanorreceptoras, quimiorreceptoras, termorreceptoras, etc.
Todo o sistema nervoso é formado por neurônios conectados por terminações nervosas. Os neurônios de insetos são morfologicamente divididos em unipolares, bipolares ou multipolares, baseado na organização do dendrito em relação ao axônio. Funcionalmente os neurônios dos insetos podem ser classificados dentre neurônios sensoriais, neurônios associados (interneurônios), neurônios motores, ou células neuroendócrinas.

## Reprodução e Desenvolvimento

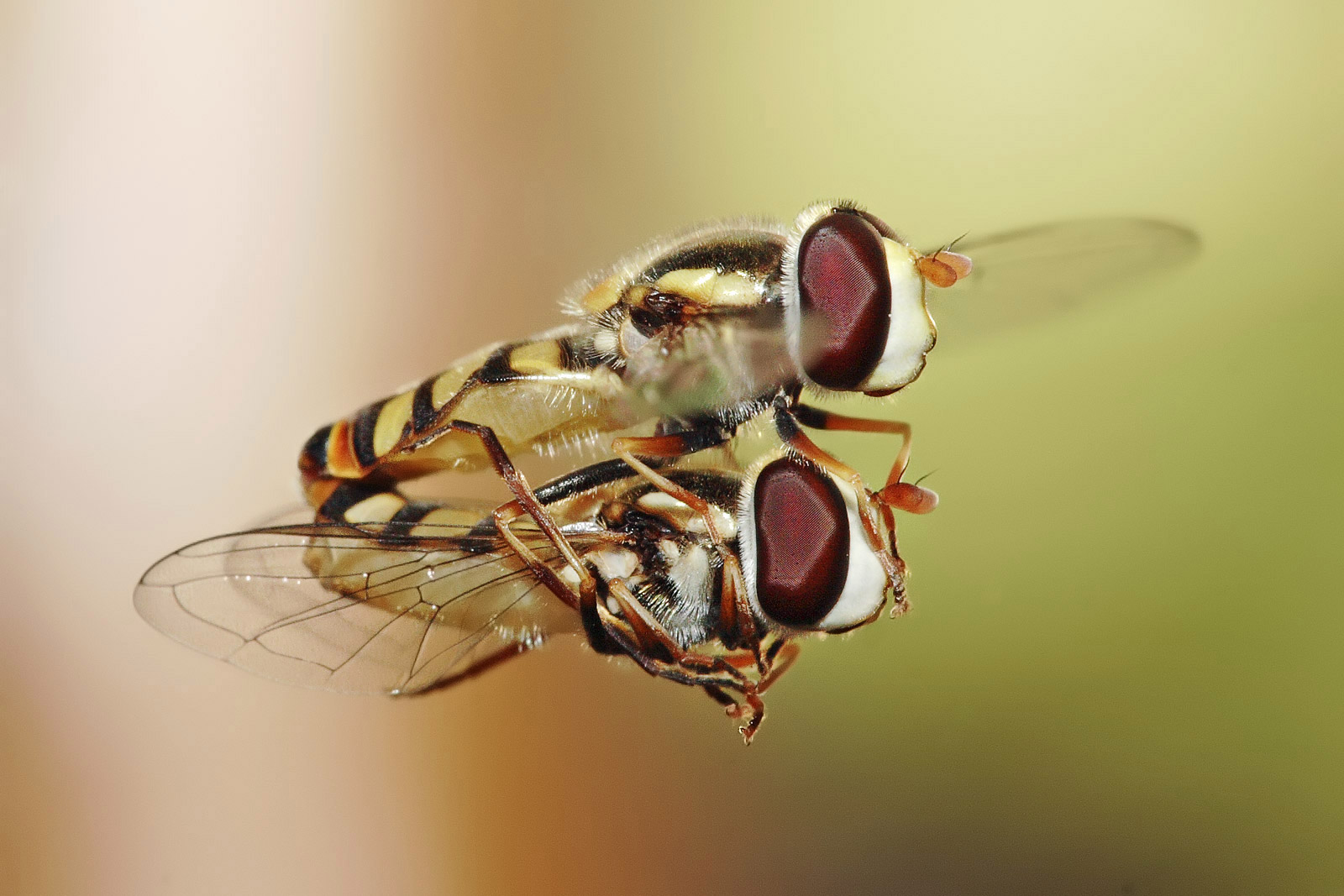
Um casal de moscas (Dípteros) realizando a sua cópula em pleno voo.

A maioria dos insetos é diplóide (2n), com reprodução sexuada e exibindo certo grau de dimorfismo sexual (gonocorismo). O mecanismo mais comum para determinação sexual se dá por herança de um cromossomo sexual, onde normalmente um indivíduo herdando dois cromossomos sexuais (XX) se desenvolvem como fêmeas, e indivíduos herdando apenas um cromossomo sexual (X0) tornam-se machos. Frequentemente, os cromossomos sexuais ainda não foram descritos, pois ou fundiram-se com demais cromossomos ou a diferenciação sexual se dá por efeito de um único gene. Algumas espécies exibem sistemas complexos de diversos cromossomos sexuais distintos. Outras formas de determinação  sexual nos insetos incluem haplodiploidia e, mais raramente hermafroditismo. No sistema de haplodiploidia, os machos da prole possuem apenas uma cópia dos conjuntos de cromossomos herdados (1n). O sistema de haplodiploidia mais comum (chamado de arrenotoquia) é bem representado nos Himenópteros (abelhas, formigas e vespas), onde os indivíduos machos haplóides surgem de ovos não fecundados. Desta maneira, a haplodiploidia por arrenotoquia representa também uma forma de reprodução assexuada. Outras formas de reprodução assexuada são menos comuns, como a poliembrionia observada em algumas espécies parasitas, onde dois ou mais embriões são obtidos por subdivisão em um ovo fertilizado. Alguns organismos endosimbiontes, como por exemplo a bactéria intracelular Wolbachia, podem afetar as proporções sexuais de diversas espécies de insetos.
A grande maioria dos insetos nascem a partir de ovos depositados por sua genitora em locais propícios ao seu desenvolvimento (por exemplo, sobre plantas ou na proximidade de nutrientes) — o que os classifica como animais ovíparos. Entretanto, existem certas espécies de insetos (como a barata Blatella germanica) em que a cria nasce imediatamente após a postura dos ovos, o que classifica a tais como sendo ovovivíparos. Também existem algumas espécies que são consideradas vivíparas, como é frequente nos pulgões, onde os insetos recém-nascidos saem dos ovos ainda dentro do corpo da mãe.

### Metamorfose
A metamorfose nos insetos é um processo biológico de desenvolvimento pela qual as espécies crescem e mudam de forma. Existem duas formas básicas de metamorfose: a metamorfose completa e a metamorfose incompleta.

### Metamorfose completa
A maioria dos insetos grandes têm um ciclo de vida típico que se inicia num ovo, que origina uma larva que se alimenta, ocasionando ecdises (ou trocas de pele) onde cresce, transformando-se em pupa (ou casulo) e em seguida, surge como um inseto adulto que se parece muito diferente da larva original. Esses insetos são frequentemente chamados de Holometábolos, o que significa que passam por uma completa (holo = total) mudança (metábolos = mudança). Estes incluem os Himenópteros, os Coleópteros, os Dípteros, etc..

### Metamorfose incompleta
Aqueles insetos que nos estágios imaturos têm formas semelhantes aos adultos (com exceção das asas) são chamados de Hemimetábolos, significando que eles sofrem uma mudança parcial ou simplesmente incompleta (hemi = parcial). Durante a fase em que tais insetos ainda não atingiram a sua maturidade, recebem o nome de ninfas. São representantes deste tipo de metamorfose: os Himípteros, os Blatódeos, as Odonatas, etc..

## Biologia

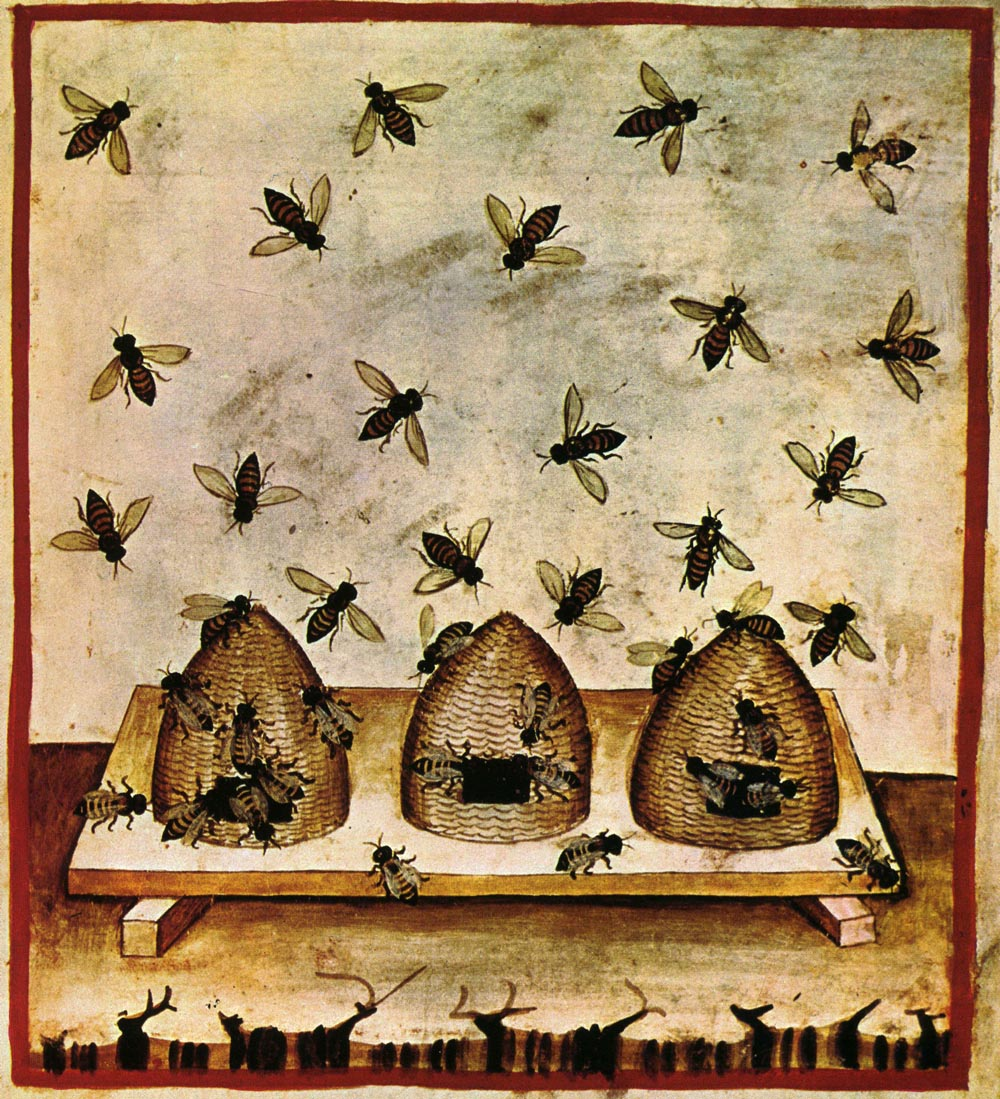
Apicultura, tacuinum sanitatis casanatensis (Século 14)

Os insetos foram o único grupo de invertebrados que desenvolveu a capacidade de voar, o que teve um importante fundamental no seu sucesso ecológico. A impressionante capacidade de dispersão destes animais os permitiu colonizar os mais diversos habitats ao longo de sua história evolutiva.
Muitos insetos possuem órgãos dos sentidos muito refinados; por exemplo, as abelhas podem ver a luz ultravioleta e os machos das falenas têm um forte olfacto que lhes permite detectar as feromonas de fêmeas a quilómetros de distância.
Os insetos jovens, depois de saírem dos ovos, sofrem uma série de mudas ou ecdises a fim de poderem crescer – uma vez que o exosqueleto não lhes permite crescer sem o mudarem. Nas espécies que apresentam metamorfose incompleta, os juvenis, chamados ninfas, não possuem asas, e são basicamente iguais aos adultos na forma do corpo; na metamorfose completa, característica dos Endopterigota, a eclosão do ovo produz uma larva, geralmente em forma de verme (a lagarta) que, depois de crescer, se transforma numa pupa que, muitas vezes, se encerra num casulo, ou numa crisálida, que muda consideravelmente de forma, antes de emergir como adulto.
Em alguns insetos, o voo depende muito da turbulência atmosférica, mas nos mais “primitivos” está baseado em músculos que fazem bater as asas. Em outras espécies mais “avançadas”, do grupo Neoptera, as asas podem ser dobradas sobre o dorso, e quando em uso são acionadas por uma ação indireta de músculos que atuam sobre a parede do tórax. Estes músculos contraem-se quando se encontram distendidos, sem necessitarem de impulsos nervosos, permitindo ao animal bater as asas muito mais rapidamente.
Algumas espécies de insetos, como as formigas e as abelhas, vivem em sociedades tão bem organizadas que são por vezes consideradas superorganismos.

## O papel dos insetos no meio ambiente e na sociedade humana
Dada a abundância dos insetos encontrados em quase todas regiões do planeta, quase todo ser humano entra em contato com estes animais diversas vezes ao longo da vida. Ao longo da história, o fascínio por alguns grupos de insetos se mostra evidente em diversas culturas, mais notavelmente dentre os egípcios, que idolatravam besouros escaravelhos e se ornamentavam com outros besouros. Os gregos também apresentavam uma identidade cultural forte com insetos tanto na mitologia grega como na fabricação de peças ornamentais. Exemplos de outras culturas abundam, como os chineses, tribos aborígenes, japoneses, e simbolismos recorrentes durante a Idade Média. Os ciclos de vida de diversas variedades de insetos foram vistas como representantes da imortalidade das almas e da ressurreição, como dentre as cigarras, as mariposas, besouros e libélulas.
Entretanto, com o aumento das cidades, e a crescente migração humana para os centros urbanos, o contato dos humanos com insetos tem ficado cada vez mais restrito em frequência e diversidade. O fenômeno da urbanização acompanhado da expansão da agricultura em larga escala tem contribuído globalmente para a visão negativa sobre insetos, sendo vistos como pragas a serem eliminadas. Muitos insetos são considerados daninhos porque transmitem doenças (mosquitos, moscas), danificam construções (térmitas) ou destroem colheitas (gafanhotos, gorgulhos) e muitos entomologistas economistas ou agrônomos se preocupam com várias formas de lutar contra eles, por vezes usando insecticidas mas, cada vez mais, investigando métodos de biocontrole.
Apesar destes insetos prejudiciais terem mais atenção, a maioria das espécies é benéfica para o homem ou para o meio ambiente. Muitos ajudam na polinização das plantas (como as vespas, abelhas e borboletas) e evoluíram em conjunto com elas – a polinização é uma espécie de simbiose que dá às plantas a capacidade de se reproduzirem com mais eficiência, enquanto que os polinizadores ficam com o néctar e pólen. De fato, o declínio das populações de insetos polinizadores constitui um sério problema ambiental e há muitas espécies de insetos que são criados para esse fim perto de campos agrícolas.
Alguns insetos também produzem substâncias úteis para o homem, como o mel, a cera, a laca e a seda. As abelhas e os bichos-da-seda têm sido criados pelo homem há milhares de anos e pode dizer-se que a seda afetou a história da humanidade, através do estabelecimento de relações entre a China e o resto do mundo. Em alguns lugares do mundo, os insetos são usados na alimentação humana, enquanto que noutros são considerados tabu.
As larvas da mosca doméstica eram usadas para tratar feridas gangrenadas, uma vez que elas apenas consomem carne morta e este tipo de tratamento está a ganhar terreno actualmente em muitos hospitais.[carece de fontes?]
Além disso, muitos insetos, especialmente os escaravelhos, são detritívoros, alimentando-se de animais e plantas mortas, contribuindo assim para a remineralização dos produtos orgânicos. Também, há escaravelhos que se utilizam de excrementos na alimentação. Ao realizar o transporte e enterrio dos excrementos que se utilizam, acarretam a aceleração do processo de ciclagem dos nutrientes, além de promoverem a remoção e a reentrada de matéria orgânica no solo, consequentemente, melhoram a aeração do solo, tornando-o mais fértil.
Embora a maior parte das pessoas não saiba, provavelmente a maior utilidade dos insetos é que muitos deles são insectívoros, ou seja, alimentam-se de outros insetos, ajudando a manter o seu equilíbrio na natureza. Para qualquer espécie de insecto daninha existe uma espécie de vespa que é, ou parasitoide ou predadora dela.[carece de fontes?] Por essa razão, o uso de inseticidas pode ter o efeito contrário ao desejado, uma vez que matam, não só os insetos que se pretendem eliminar, mas também os seus inimigos.

## Taxonomia
Existem divergências entre os diversos autores a respeito da classificação dos insetos. Portanto, esta pode se apresentar ligeiramente diferente de acordo com a fonte consultada.

### SubclasseApterygota
- Archaeognatha
- Thysanura - traça (Br), lepisma (Pt)

### SubclassePterygota
- Infraclasse Palaeoptera
  - Palaeodictyoptera - extinta
  - Ephemeroptera (efémeras)
  - Odonata (libelinhas, libélula, donzelinha)
- Infraclasse Neoptera
  - Superordem Orthopterodea
    - Blattodea (baratas e cupins)
    - Mantodea (louva-a-deus)
    - Zoraptera
    - Grylloblattodea
    - Dermaptera
    - Plecoptera
    - Orthoptera (gafanhotos, grilos, esperanças, paquinhas)
    - Phasmatodea (bichos-pau, timemas)
    - Embioptera (embiídeos)
    - Mantophasmatodea

  - Superordem Hemipterodea
    - Psocoptera
    - Phthiraptera (piolhos)
    - Hemiptera (percevejos, cigarras, cochonilhas, pulgões, filoxeras, moscas-brancas)
    - Thysanoptera (trips ou tripes)

  - Superordem Endopterygota
    - Miomoptera - extinta
    - Megaloptera
    - Raphidioptera
    - Neuroptera (formiga-leão)
    - Coleoptera (besouros, escaravelhos, joaninhas, gorgulhos etc.)
    - Strepsiptera
    - Mecoptera (moscas-escorpião)
    - Siphonaptera (pulgas, bicho-de-pé)
    - Protodiptera - extinta
    - Diptera (moscas e mosquitos)
    - Trichoptera
    - Lepidoptera (borboletas, mariposas)
    - Hymenoptera (formigas, abelhas, vespas etc.)